# فوتاري إيتشي
فوتاري إيتشي (بالإنجليزية: Futari Ecchi)‏ هي سلسلة مانغا يابانية نشرت في مجلة يونغ انيمال منذ 1997. تم جمعها في 85 تانكوبون.